# Idaea byssinata
Idaea byssinata là một loài bướm đêm trong họ Geometridae.